# Roy George Douglas Allen
Sir Roy George Douglas Allen (ur. 3 czerwca 1906 w Stoke-on-Trent, zm. 29 września 1983 w Southwold) – brytyjski ekonomista, statystyk i matematyk.

## Życiorys
Od 1928 roku był wykładowcą London School of Economics, a od 1944 pracował na stanowisku profesora statystyki na University of London. W latach 1969–1970 pełnił funkcję prezydenta Royal Statistical Society. W 1978 roku otrzymał nagrodę Guy Medal w kategorii Złoty.
Zajmował się teorią indeksacji cen detalicznych i badaniem budżetów rodzinnych, co zaowocowało publikacją w 1965 roku tzw. „Raportu Allena”. Wspólnie z Johnem Hicksem i Arthurem Bowleyem prowadził badania w zakresie teorii wartości, preferencji użyteczności oraz zachowania konsumenta.
Ponadto rozwinął metody matematyczne w ekonomii, tworzył modele cyklicznego wzrostu gospodarczego oraz opracował metody statystycznego ujęcia systemu rachunkowości narodowej.

## Wybrane publikacje
- Mathematical Analysis for Economists (1938)
- Statistics for Economists (1949)
- Macro-economic Theory. Mathematical Traetment (1967)
- Index Numbers in Theory and Practice (1975)
- Introduction to National Accounts Statistics (1980)